# Leopold Chalupa

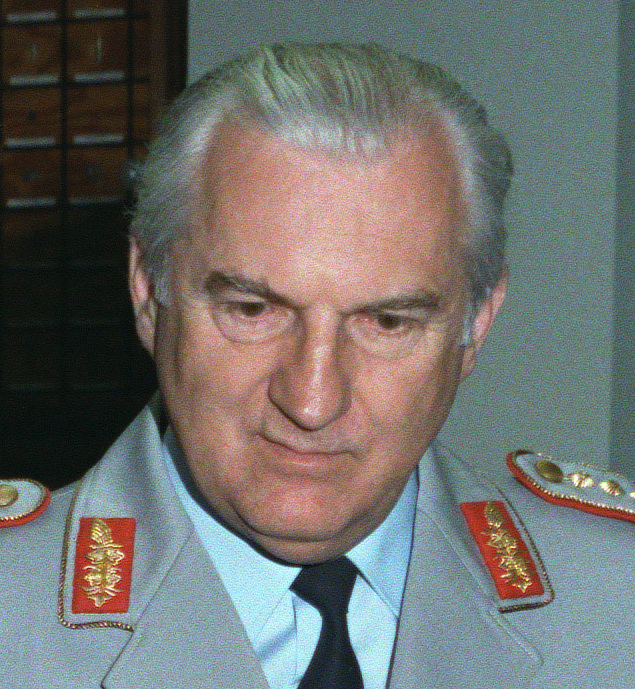
Leopold Chalupa, 1986

Leopold Chalupa (* 15. August 1927 in Neuberg, Tschechoslowakei; † 30. Juli 2021 in Aachen) war ein deutscher General des Heeres der Bundeswehr. Von 1983 bis 1987 war er Oberbefehlshaber der Alliierten Streitkräfte Europa Mitte der NATO.

## Leben
Chalupa trat am 13. Januar 1945 als Offizieranwärter beim Gebirgsjägerersatzbataillon 137 in Landeck in Tirol in die Wehrmacht ein. Er wurde als Maschinengewehr-Schütze und Gruppenführer im I./Reservegebirgsjägerregiment 137 im Raum Triest eingesetzt. Er wurde zum Fahnenjunker-Oberjäger und am 20. April 1945 zum Fahnenjunker-Unteroffizier befördert. Ende April 1945 ging er in britische Kriegsgefangenschaft, aus der er im April 1948 entlassen wurde.
Von Mai 1949 bis April 1956 war Chalupa Angestellter (Dolmetscher, Verwaltungschef und Personaloffizier) der Alliierten Dienstgruppe bei der United States Army (Labor Service).
Am 1. Mai 1956 trat Chalupa beim Pionierlehrbataillon in München in die Bundeswehr ein. Nach der Grundausbildung besuchte er von Oktober 1956 bis Februar 1957 die Heeresoffizierschule II in Hannover und anschließend die Pionierschule in München. Im September 1957 wurde er Zugführer, im April 1958 Adjutant, im Oktober 1959 Kompaniechef und im August 1960 S3-Offizier im Pionierbataillon 2 in Hann. Münden.
Von 1962 bis 1964 absolvierte Chalupa den 5. Generalstabslehrgang Heer an der Führungsakademie der Bundeswehr, wo er zum Offizier im Generalstabsdienst ausgebildet wurde. Anschließend besuchte er bis Mitte 1965 das Command and General Staff College der United States Army in Fort Leavenworth, Kansas. Zurück in Deutschland wurde er G3 der Panzergrenadierbrigade 11 in Bogen und im April 1968 Bataillonskommandeur des Pionierbataillons 718 in Schleswig. Ab April 1970 war er G3 Land in der Operations Division bei AFCENT in Brunssum, Niederlande und ab April 1972 bis September 1974 Chef des persönlichen Stabes des Oberbefehlshabers der Alliierten Streitkräfte Europa Mitte. Er diente unter den beiden Oberbefehlshabern Jürgen Bennecke und Ernst Ferber.
Im Oktober 1974 wurde er Brigadekommandeur der Gebirgsjägerbrigade 22 in Mittenwald, um April 1976 Stabsabteilungsleiter VI im Führungsstab des Heeres im Bundesministerium der Verteidigung in Bonn und ab Juli 1978 Chef des Stabes und Dienstältester Deutscher Offizier im Hauptquartier der Central Army Group in Mannheim und Heidelberg. Vom 1. Oktober 1981 bis zum 30. September 1983 war er als Generalleutnant Kommandierender General des II. Korps in Ulm. Im Oktober 1983 wurde er Oberbefehlshaber Alliierte Streitkräfte Europa Mitte bis zu seiner Versetzung in den Ruhestand mit Ablauf des September 1987.
Von 1987 bis 1989 war er Militärischer Berater beim Supreme Headquarters Allied Powers Europe Technical Center zur konventionellen Abrüstung.
Chalupa war von 1990 bis 1992 Präsident des Sportvereins Alemannia Aachen und ab 2014 Ehrenpräsident. Er war Ehrenbürger seines Geburtsortes und ab 1998 war Chalupa Mitglied im Kulturverein Aachen-Prag und wurde am 24. September 2017 mit dem Kulturpreis Karl IV. ausgezeichnet.
Chalupa war verheiratet und hatte drei Kinder. Er wurde am 11. August 2021 auf dem Friedhof Hand in Aachen-Laurensberg bestattet.

## Auszeichnungen
- 1975: Verdienstkreuz am Bande des Verdienstordens der Bundesrepublik Deutschland
- 1978: Legion of Merit (USA)
- 1983: Großes Verdienstkreuz des Verdienstordens der Bundesrepublik Deutschland
- 1987: Großoffizierkreuz mit Schwertern Orden von Oranien-Nassau
- 1987: Großes Verdienstkreuz mit Stern des Verdienstordens der Bundesrepublik Deutschland